# Watsa (territorium)
Watsa is een territorium (territoire) in de Democratische Republiek Congo. Het een van de zes territoria van de provincie Opper-Uele. Watsa heeft een oppervlakte van 16.015 km². De bevolking wordt geschat op 795.000.

## Bestuur
Het territorium is opgericht in 1930. De hoofdplaats is de gelijknamige stad Watsa.
Watsa is onderverdeeld in een gemeente (Watsa), drie sectoren en zes chefferies.

## Geografie
Watsa ligt in het zuidoosten van de provincie en grenst het aan de territoria Faradje, Wamba, Rungu en Dungu (eveneens in Opper-Uele) en Aru, Mahagi, Djugu en Mambasa (in de provincie Ituri).
Er heerst een tropisch klimaat met een droog seizoen tussen november en maart.
Het gebied is vlak, met uitzondering van het noordoosten dat heuvelachtig is. De hoogste heuveltoppen daar zijn de Use (1103 m), Angozey (1060 m), Marupku (1054 m), Kongbokoro (1024 m) en de Matso (903 m). Het territorium bestaat voornamelijk uit savanne.
De voornaamste rivieren zijn de Kibali, Arebi, Moto, Nzoro, Ambia, Nepoko, Ingi en de Bamokandi.

## Bevolking
De belangrijkste bevolkingsgroepen zijn de Manvu, Mayanga, Mabadi, Walese, Mangele, Bangba en Bari. Er leven ook kleine groepen pygmeeën. De nationale voertaal is Lingala.
De bevolking leeft voornamelijk van landbouw en veeteelt. Er wordt op artisanale en op industriële wijze goud gewonnen. Hierdoor is Watsa een economische motor voor de provincie. Ook zijn er vindplaatsen van ijzer, diamant, coltan, wolfraam en chroom.